# SunStroke Project
Sunstroke Project er et moldovisk band, der er dannet af Aivaras.B, Anton Ragoza og Sergey Stepanov.
Den 6. marts 2010 deltog SunStroke Project sammen med Olia Tira i den moldoviske nationale udtagelse til Eurovision Song Contest 2010, med sangen Run Away. De vandt og kom dermed til at repræsentere Moldava i Eurovision. Moldova gik videre fra 2. semifinale, og opnåede i finalen en 22. plads med 27 points. Efter konkurrencen blev bandets saxofonist, Sergey Stepanov kendt på internettet som 'Epic Sax Guy'. 
De repræsenterede Moldova igen i 2017 med sangen Hey Mamma! hvor de fik en 3. plads og dermed skaffede de landet deres bedste placering i konkurrencen siden landet debuterede i 2005.